# Neurigona melini
Neurigona melini är en tvåvingeart som beskrevs av Frey 1928. Neurigona melini ingår i släktet Neurigona och familjen styltflugor.
Artens utbredningsområde är Peru. Inga underarter finns listade i Catalogue of Life.